# Creugas guaycura
Creugas guaycura is een spinnensoort uit de familie van de loopspinnen (Corinnidae).
De wetenschappelijke naam van de soort werd in 2008 gepubliceerd door Mauricio Jiménez.